# Rott am Inn
Rott am Inn je německé město ve spolkové zemi Horní Bavorsko v zemském okrese Rosenheim, ležící na poloviční cestě mezi Rosenheimem na jihu a Wasserburgem na severu. K 31. prosinci 2022 zde žilo 4.200 obyvatel.

## Historie
Rott am Inn je pojmenován podle říčky Rott, která se vlévá do řeky Inn východně od Feldkirchenu. Nejstarší písemná zpráva uvádí lokalitu latinsky „ad Rota“ (k roku 769) a „flumen qui dictur Rota“ (roku 773), v nářečí „Rotaha“, což znamená „červený proud“. Místo bylo známo již v karolínské době. Jako klášterní ves bylo osídleno se založením kláštera. 

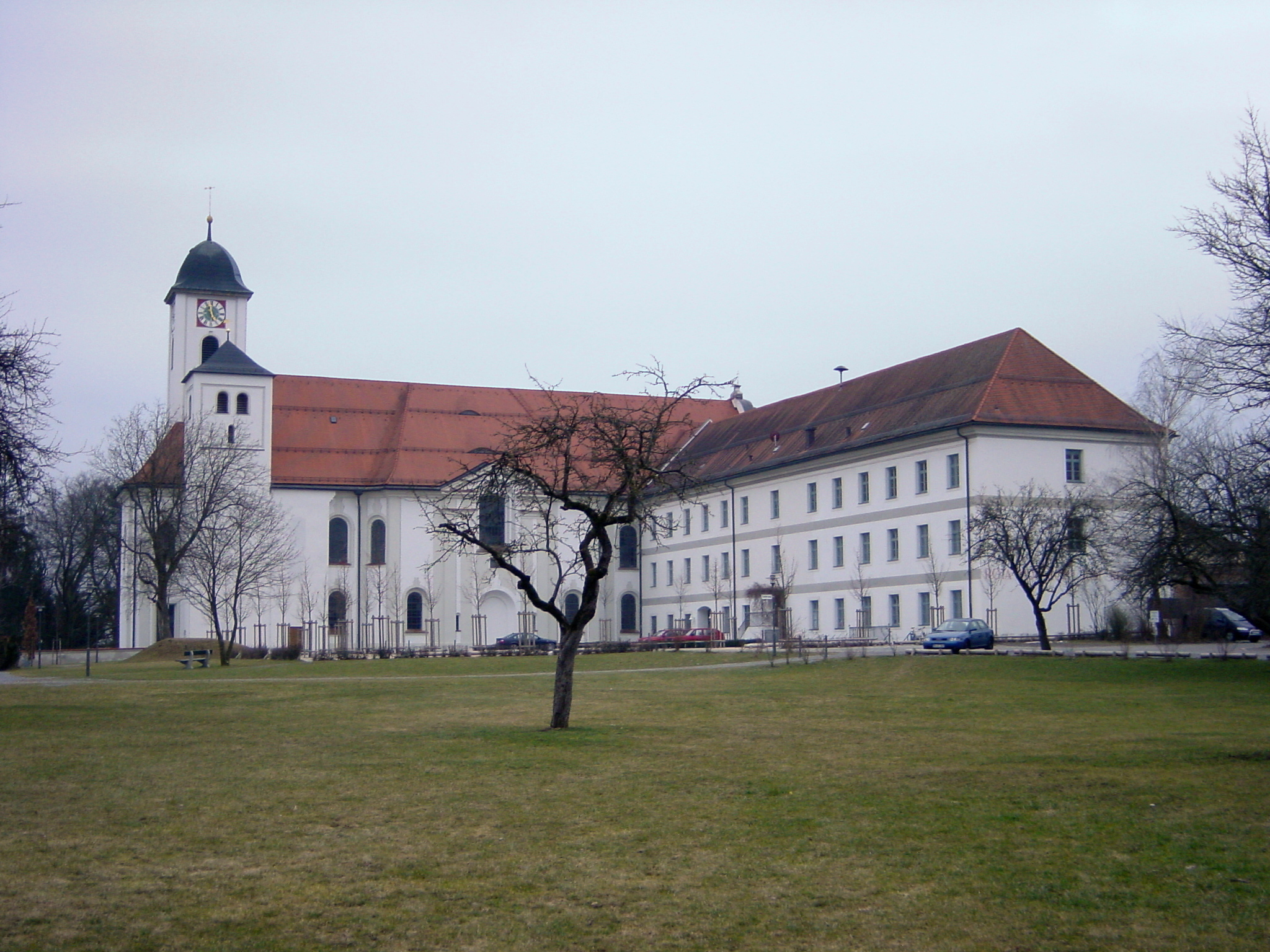
Kostel a jižní křídlo kláštera

Klášter řádu benediktinů založili falckrabí a palatin Kuno I. z Rottu a jeho manželka Uta z Diesenu v roce 1081, na památku svého syna, který padl v boji ve vojsku císaře Jindřicha II.. Ve 12. století byla postavena románská bazilika a roku 1142 papež Inocenc II. udělil klášteru právo svobodné volby opata. Umělecky významnou hrobku donátora (nyní v předsíni kostela), dal postavit Johannes Held  v roce 1485 u příležitosti 400. výročí kláštera. Klášter i město byly opakovaně vydrancovány a vypáleny během třicetileté války.  Zlatou dobou rozvoje umění, kultury a vědy byla vláda opata Benedikta Lutze (1757–1776), který dal kostel vymalovat a nákladně vybavit v rokokovém slohu. Roku 1783 byla  v klášteře zřízena hvězdárna. Klášteru patřily rozsáhlé pozemky, např. v Bavorském lese nebo v Tyrolsku.
Po zrušení kláštera roku 1803 místo ztrácelo na významu, až roku 1850 Georg Kaiser koupil a obnovil klášterní pivovar, v němž se vaří pivo dosud. V roce 1876 byl Rott am Inn napojen na železniční trať Rosenheim–Mühldorf a v roce 1910 zavedena elektřina. Roku 1882 byla k Rottu připojena obec  Feldkirchen. V roce 1937 klášter vyhořel a z uměleckých památek se zachovaly jen, které byly v kostele. 

## Památky
- Bývalý klášterní kostel svatých Marina a Aniána, dvouvěžová románská bazilika, ze 12. století se dochovala jen část jedné věže a podvěží s gotickými freskami z legendy o sv. Marinovi a Aniánovi; zásadní pozdně barokní přestavbu ve stylu radikálního baroka projektoval architekt Johann Michael Fischer, štukatury provedli Jakob Rauch a Franz Xaver Feichtmayr v letech 1759-1760, následovalo vnitřní vybavení a zařízení, které obstarali především řezbář Ignaz Günther a jeho bratr malíř Matthäus Günther (fresky na dvou klenbách). [2]
- klášterní budovy: dochoval se jen západní barokní trakt, stavěný od roku 1718
- Kostel Panny Marie (Frauenkirche) v místní části Feldkirchen

## Rodáci
- Hans Georg Asam (1649-1711) malíř, otec bratří Cosmy Damiana a Egida Quirina Asama

## Kostel sv. Marina a Aniána

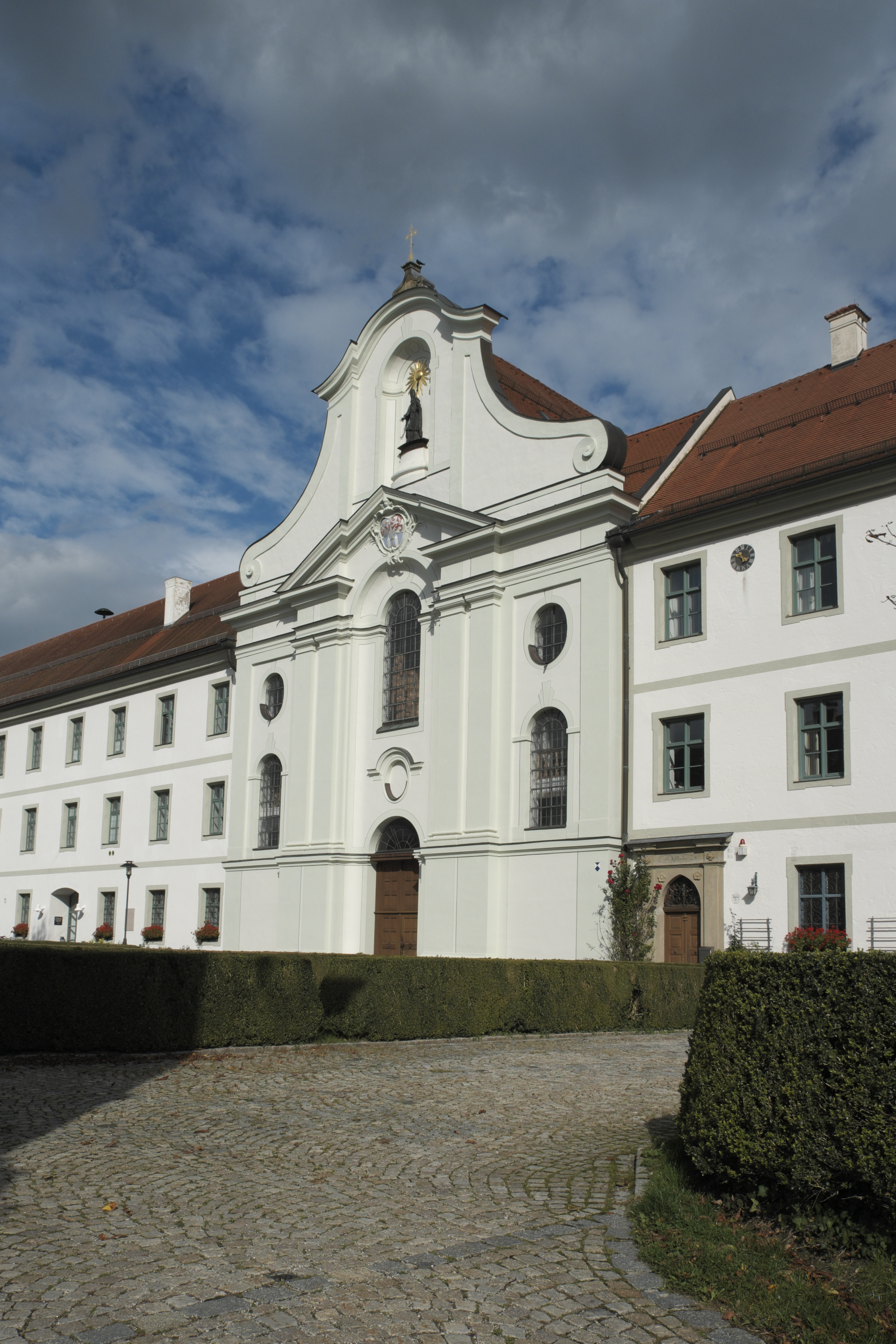
Portál kostela
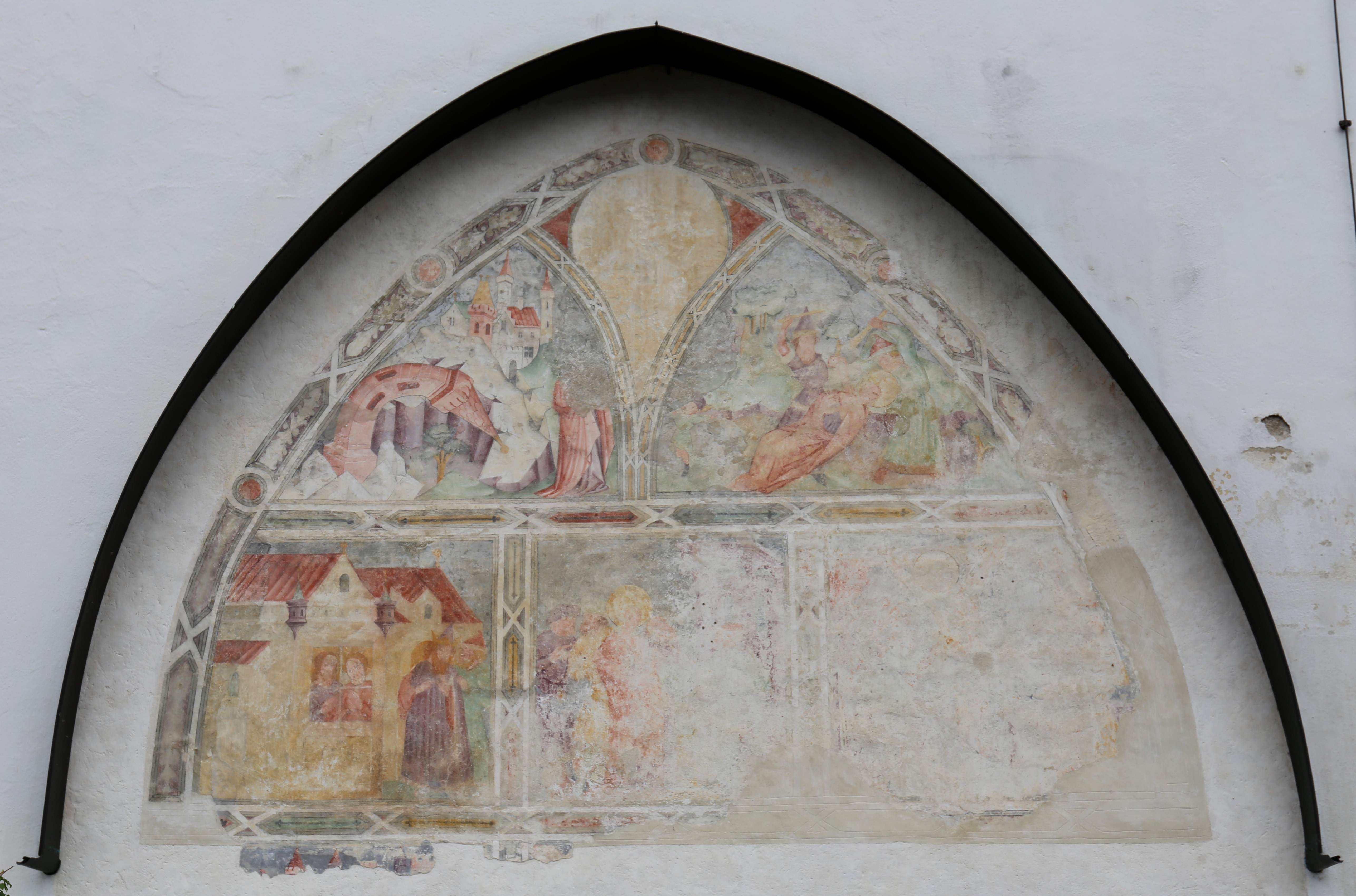
Gotická freska
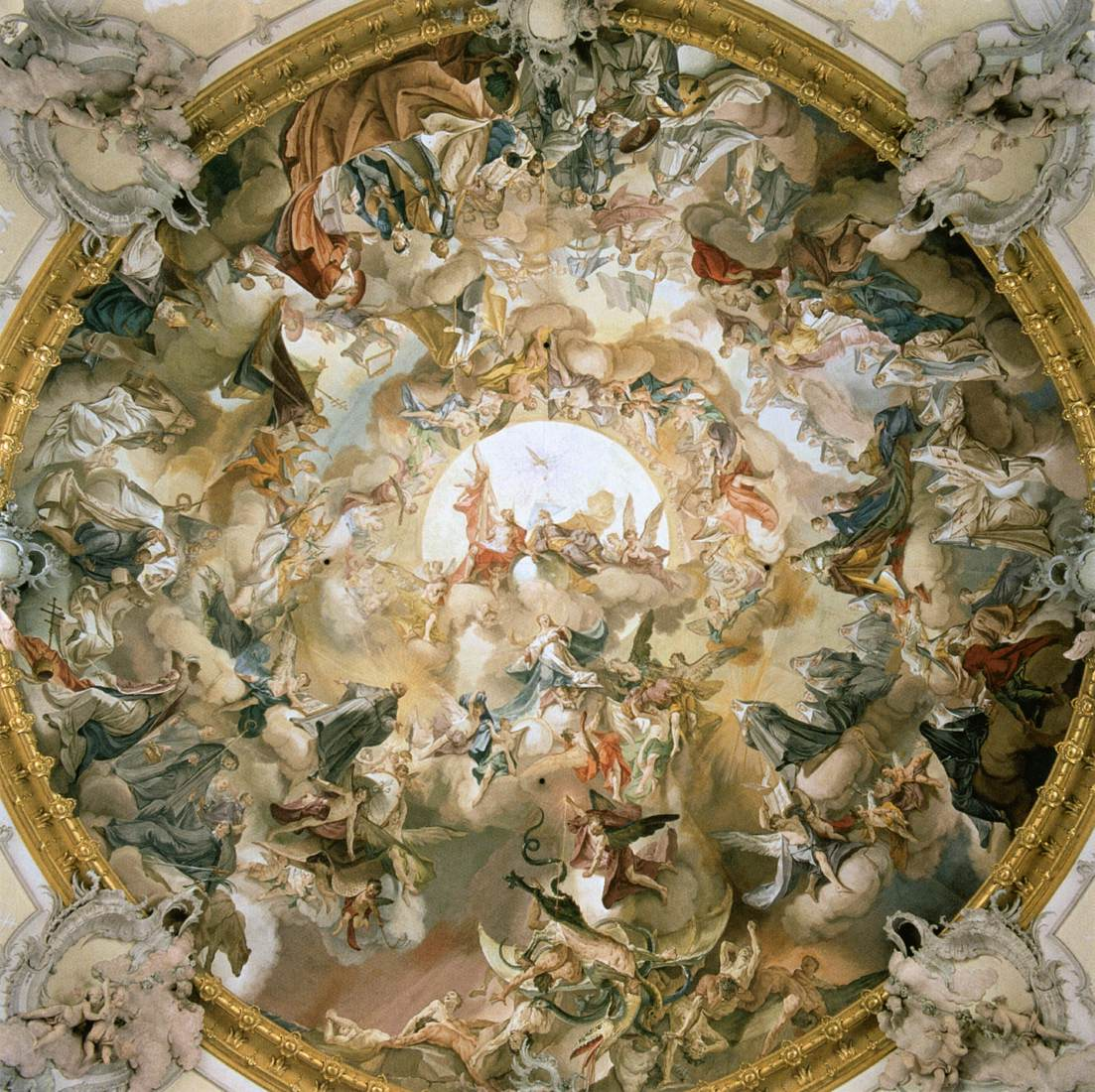
Matthäus Günther:Apoteóza sv. Benedikta
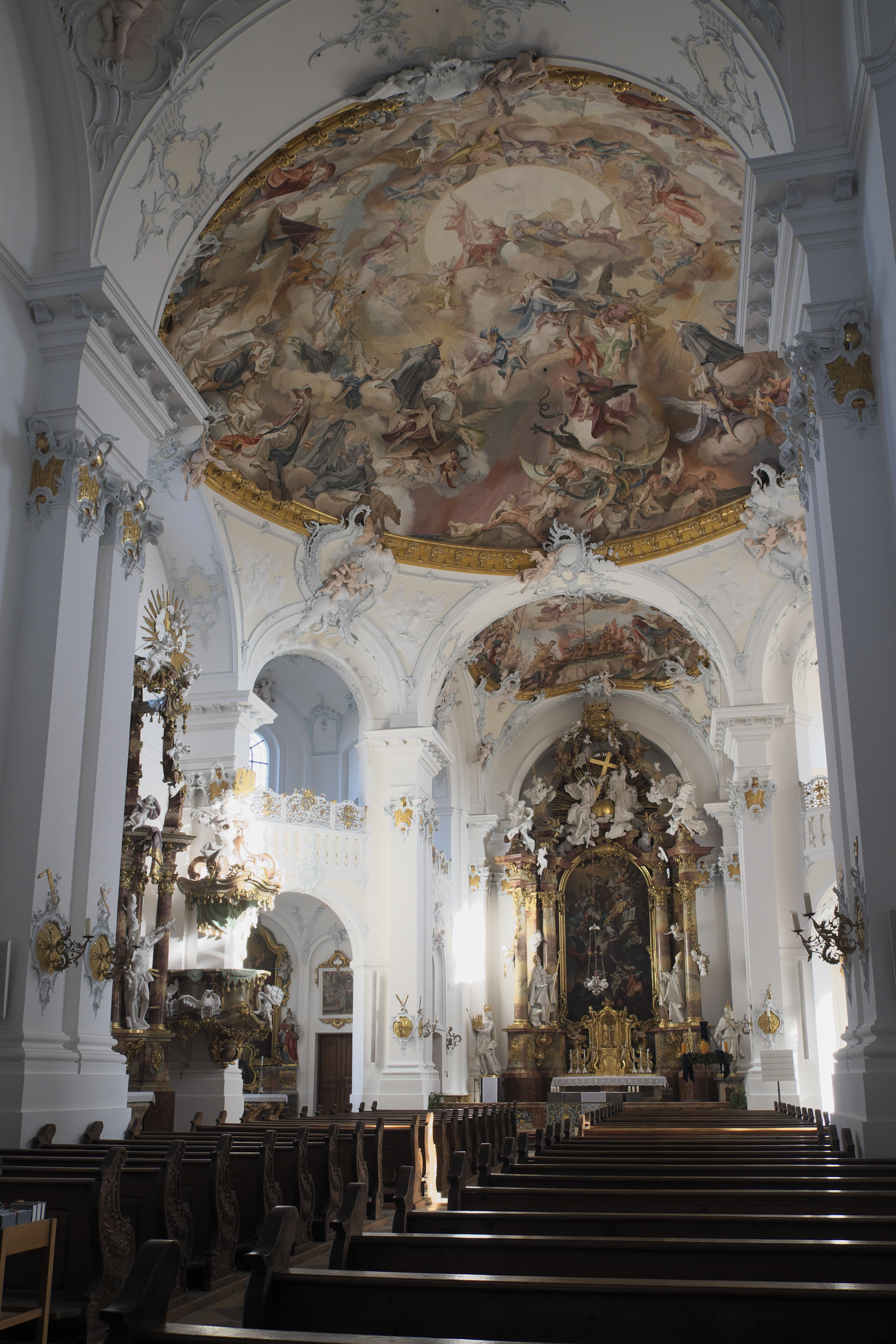
Hlavní oltář
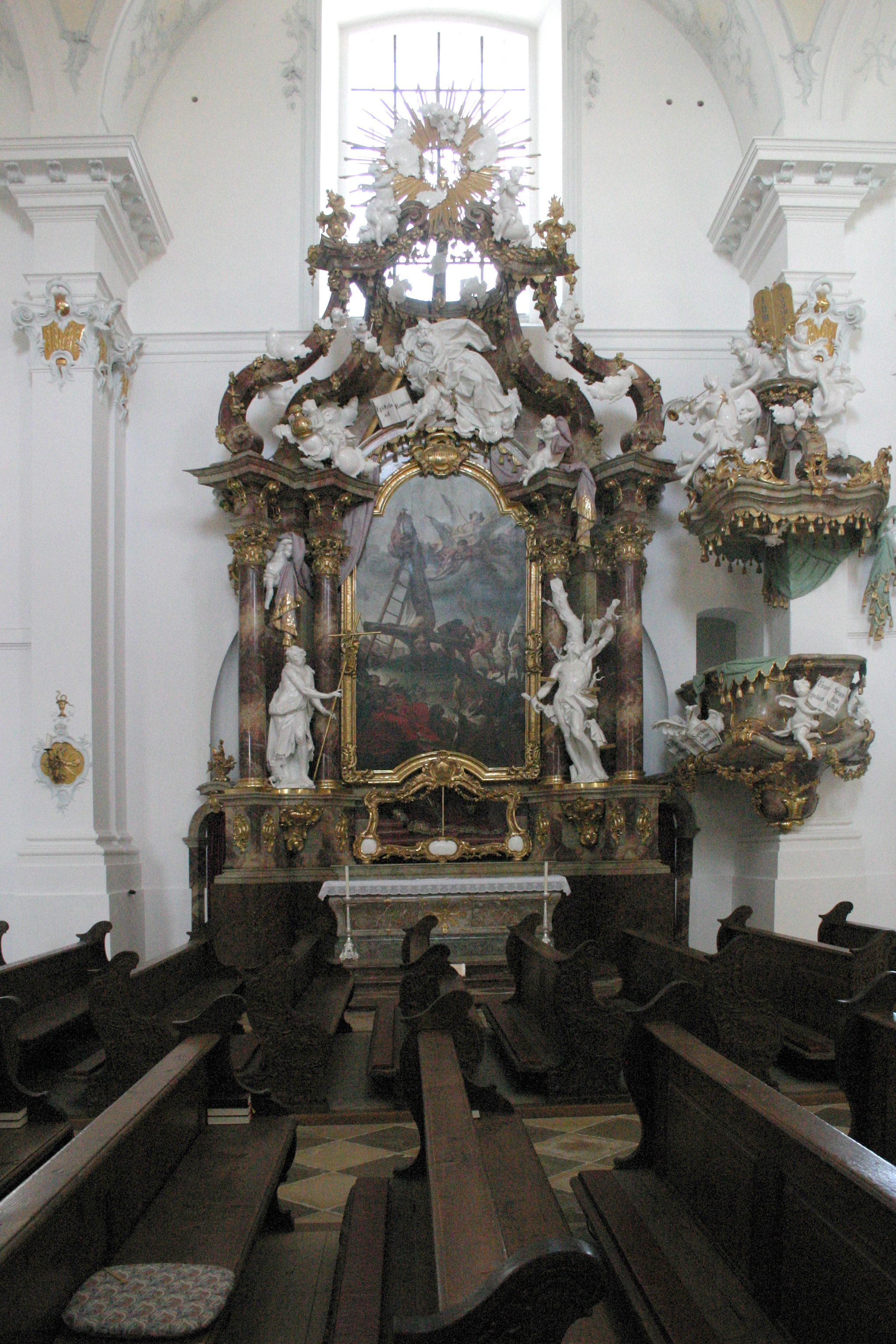
Oltář Ukřižování sv. Petra
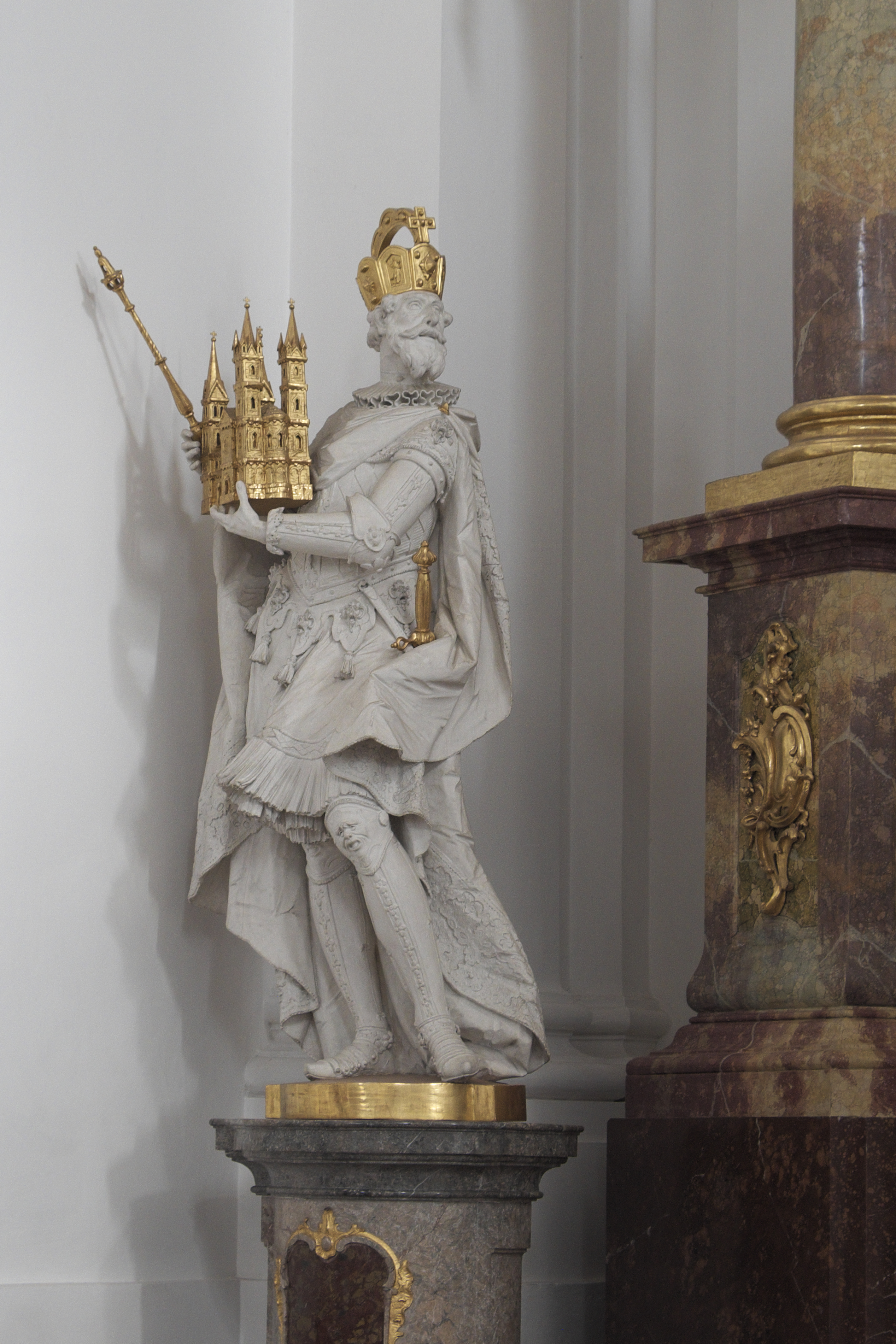
Socha císaře Jindřicha II.